# Спаський район (Татарстан)
Спаський район (рос. Спасский район, тат. Спас районы) — муніципальний район у складі Республіки Татарстан Російської Федерації.
Адміністративний центр — місто Болгар.

## Адміністративний устрій
До складу району входять одне міське та 17 сільських поселень:
| Поселення                              | Центр                 | Населені пункти                          |
| -------------------------------------- | --------------------- | ---------------------------------------- |
| Аграмаковське сільське поселення       | c. Аграмаковка        | с. Татарська Тахтала                     |
| Антоновське сільське поселення         | с. Антоновка          | с. Гусиха, сел. Мартишачий               |
| Болгарське міське поселення            | м. Болгар             | с. Болгар                                |
| Бураковське сільське поселення         | с. Бураково           | с. Каюки, с. Кожаєвка, сел. Комінтерн    |
| Іж-Борискинське сільське поселення     | с. Іж-Борискіно       |                                          |
| Ізмерське сільське поселення           | с. Ізмері             | с. Вожи                                  |
| Іске-Рязяпський сельський совєт        | с. Іске-Рязап         | Нальоткіно                               |
| Кімовське сільське поселення           | селище родгоспу «КІМ» | д. Тукай, сел. Ферми №2 родгоспу «КІМ»   |
| Краснослободське сільське поселення    | с. Красна Слобода     | с. Щербеть, д. Красний Вал               |
| Кузнечихинське сільське поселення      | с. Кузнечиха          |                                          |
| Кураловське сільське поселення         | с. Куралово           | с. Єкатериновка, сел. Ярдам              |
| Нікольська сільська рада               | с. Нікольське         | Бугровка, Гулюши, Отрада                 |
| Полянське сільське поселення           | с. Полянки            | с.Балимери, с.Танкеєвка                  |
| Приволзьке сільське поселення          | сел. Приволзький      | с. Ржавець                               |
| Середньоюрткульське сільське поселення | с. Середній Юрткуль   | с. Підлісний Юрткуль, с. Степний Юрткуль |
| Трьохозерське сільське поселення       | с. Три Озера          | Урняк                                    |
| Чечеклинське сільське поселення        | с. Чечекле            | с. Йолдиз                                |
| Ямбухтінське сільське поселення        | с. Ямбухтіно          | с. Таніно                                |